# Émile Salimov
Émile Salimov, né en 1956 à Bakou en Azerbaïdjan (URSS), est un metteur en scène, plasticien, auteur dramatique, scénographe, pédagogue et créateur de la méthode de formation professionnelle d'acteur « Corps en action » basée sur la biomécanique de Vsevolod Meyerhold. Il habite et travaille à Paris.

## Biographie
En 1978, Émile Salimov entre à la faculté de mise en scène de l’Institut d'État de la culture de Moscou (en) (MGIK) (classes d’Edgar Egadzé (d) et Enver Behbudov).
Parallèlement à ses études, il commence son activité artistique par des pantomimes et des manifestations théâtrales dans les maisons de la culture, parcs et stades de Moscou.
Cofondateur en 1981, à Moscou, avec Edgar Egadze, du Théâtre-Studio « Na Oussachevke », dont il devient le directeur artistique en 1982. Émile Salimov crée et dirige ensuite le théâtre « Skazka » (Conte) où de 1983 à 1985, il monte, avec sa troupe, des spectacles pour le jeune public. Au sein de son théâtre, il fonde une école d'art dramatique.
En 1985-1986, il effectue un stage au Théâtre national de la Satire de Moscou chez Valentin Ploutchek, metteur en scène, élève de Meyerhold, lauréat du Prix d’État.
En 1986, invité par le Ministère de la Culture de Géorgie, Émile Salimov crée Haut-de-forme de Eduardo de Filippo, au Théâtre National Meskhisvili de la ville de Koutaïssi et obtient pour ce spectacle le Prix Spécial de la Ville et le Prix du Ministère de la Culture.
Il fonde en 1987, à Moscou, le Théâtre-Studio « Staraïa Schliapa » (Le Vieux Chapeau), théâtre indépendant, comprenant une troupe d’acteurs et de musiciens professionnels.
Il est le premier à avoir monté en ex-URSS, La Cantatrice chauve d’Eugène Ionesco et Marat-Sade de Peter Weiss.
Il crée en 1994 sa compagnie de théâtre franco-russe Compagnie Parenthèse à Paris et en devient le directeur artistique.
Depuis 2000, il est membre de la Société des auteurs et compositeurs dramatiques (SACD).
En 2009 et en 2011, il est invité au Conservatoire national supérieur d'art dramatique (Paris) pour la présentation de sa méthode « Méthode Salimov, Corps en action » d'après la biomécanique de Meyerhold.
En 2013, il fonde son école de théâtre d'après la biomécanique de Meyerhold « Méthode Salimov, Corps en action ».
En trente-cinq ans de carrière, Émile Salimov a travaillé en tant que metteur en scène, scénographe, créateur de costumes et professeur d’art dramatique, enseignant la formation de l’acteur, la théorie de la dramaturgie et l’histoire du théâtre.
En 2010, il entre dans l'encyclopédie spécialisée « Rossiyskoe Zaroubejye vo Frantsii » (Les personnalités russes en France").

## Mise en scène et scénographie
- 1981 : La Reine des neiges, d'Evgueni Schwarz (Moscou – Théâtre-studio « Na Oussachevke ») ;
- 1981 : Dialogue derrière la cloison, d'Alexandre Volodine (Moscou – Théâtre-studio « Na Oussachevke »)

- 1982 : Haut-de-forme (1re version), de Eduardo de Filippo (Moscou – Théâtre-studio « Na Oussachevke »)
- 1983 : Fifi brin d’acier, d’après Astrid Lindgrend (Moscou – Théâtre-studio « Skazka ») ;
- 1983 : L’Île au trésor, d’après Robert-Louis Stevenson (Moscou – Théâtre-studio « Skazka »)

- 1984 : Le Petit Prince, d'Émile Salimov d’après Antoine de Saint-Exupéry (Moscou – Théâtre-studio « Skazka »);
- 1984 : Dix jours qui ébranlèrent le monde, de Iouri Lioubimov d’après John Silas Reed (Moscou – Théâtre-studio « Skazka »)

- 1985 : La Ville des maîtres, de Tamara Gabbé (Moscou – Théâtre-studio « Skazka ») ;
- 1985 : La Dame de pique, d'Émile Salimov d'après Alexandre Pouchkine (Moscou – Théâtre-studio « Skazka »)

- 1986 : Haut-de-forme, de Eduardo de Filippo, (Koutaïssi – Théâtre National de Meskhisvili) ;
- 1986 : En attendant Godot, de Samuel Beckett (Moscou – Théâtre « Staraïa Schliapa »).

- 1987 : La Cantatrice chauve, d'Eugène Ionesco (Moscou – Théâtre « Staraïa Schliapa »)
- 1988 : Marat-Sade, de Peter Weiss (Moscou – Théâtre « Staraïa Schliapa »)
- 1993 : L’Extravagant Monsieur Jourdain, de Mikhaïl Boulgakov, (Paris – « Théâtre de la main d’or ») ;
- 1993 : Cœur de chien, d'Émile Salimov d’après Mikhaïl Boulgakov (Paris – Centre culturel russe)

- 1994 : Une demande en mariage, d'Anton Tchekhov (Paris – Centre culturel russe) ;
- 1994 : Un jubilé, d'Anton Tchekhov  (Paris – Centre culturel russe)

- 1995 : Le Thaumaturge était de haute taille..., d'Émile Salimov d'après Daniil Harms, (Paris – Théâtre de la Main d’Or)
- 1996 : Extraits de Il Decameron, d'Émile Salimov d’après Jean Boccace (Paris – École de théâtre d’Emile Salimov)
- 1997/98 : Extraits de Il Decameron, d'Émile Salimov d’après Jean Boccace   (Paris – École de théâtre de la Main d'or)
- 1999 : Les Joueurs, de Gogol, (Paris - Théâtre « Le Lucernaire »)
- 2000 : Le Procès, d'Émile Salimov d’après Franz Kafka, (Paris - Théâtre « Le Lucernaire »)
- 2001/02 : Amerika, d'Émile Salimov d’après Franz Kafka, (Paris - Théâtre « Le Lucernaire »)
- 2004 : Kosovo, mon amour, de Jovan Nikolić et RuÏzdija Sejdović, (Paris – « Théâtre du Rond-Point » et « Théâtre de la Cité Universitaire »)
- 2005 : Les Ailes de Frida, d'Émile Salimov (Paris – « Petit Théâtre de Paris » et « Studio des Champs-Élysées ») ;
- 2005 : Le Rêve de l'oncle, d'Émile Salimov d'après Fiodor Dostoïevski, lecture pour le « Théâtre 13 » – Paris

- 2006 : L’Imprudence, d'Ivan Tourgueniev (Paris – Théâtre « Acting International »)
- 2007 : La Princesse Turandot, de Carlo Gozzi
- 2008 : Les Aveugles, de Maurice Maeterlinck ;
- 2008 : Les Ailes de Frida, d'Émile Salimov ;
- 2008 : Le Thaumaturge était de haute taille..., d'Émile Salimov d'après Daniil  Harms

- 2009 : Les Aveugles, de Maurice Maeterlinck (Paris – Conservatoire National Supérieur d'Art Dramatique)
- 2010 : Il Decameron d'Émile Salimov d’après Jean Boccace  (Paris – « Théâtre Déjazet ») ;
- 2010 : Cabaret - spectacle musical, scénario d'Émile Salimov, (Paris – « Théâtre des Variétés »)

- 2011 : La Chauve-souris, opérette de Johann Strauss-fils (Paris – Théâtre « Acting International »)
- 2015-2016 : Grec cherche Grecque, d'Émile Salimov d'après Friedrich Dürrenmatt (Paris - Vingtième Théâtre)
- 2016 : Il faut toujours viser à la tête, pièce et mise en scène d'Émile Salimov (Paris - Théâtre Clavel)

## Pantomimes
- La Belle, le méchant et le gentil (sur une musique de Nino Rota)
- Rendez-moi ma poupée, bordel ! (sur une musique de Nino Rota)
- Le Retour du papillon (sur une musique de Nino Rota)
- Les Soucis d’un père (sur une musique de Nino Rota)
- Le Malheur de Calandrino (sur une musique de Nino Rota)
- Le Supplice des Innocents (sur une musique de Nino Rota)
- Les Voleurs vénitiens
- La Vengeance des esclaves
- La Forêt magique
- L'Amour et la mort de Dona Dolores
- Le Cauchemar de Kalaf
- Hommage à Marcel Marceau (sur une musique de Charlie Chaplin)
- La Sirène et le pêcheur (Tarentelle)
- La Mort de Joseph K. (sur La voix du Printemps de Johann Strauss-fils)
- Les Coiffeurs de Berlin - Lili Marleen
- Le Boléro (sur une musique de Maurice Ravel)
- D'après Les Choéphores d’Eschyle et Les Mouches de Jean-Paul Sartre
- La Folie espagnole (d'après les XXVI variations d'Antonio Salieri)

## Pièces
- Le Double, d'après Fiodor Dostoïevski (traduction du russe d'Émile Salimov)
- Donizetti
- Van Gogh
- Grec cherche Grecque, d'après Friedrich Dürrenmatt
- Le Supplice d’un innocent (en langue russe)
- La Mort de Théodore
- Le Caprice
- Je mourrai comme Socrate
- Il faut toujours viser à la tête (pièce ayant reçu l’Aide à la Création du Ministère de la Culture et de la Francophonie)
- Les Ailes de Frida, d’après l’œuvre, le journal et la correspondance de Frida Kahlo
- La Dernière Anecdote anglaise
- Le Thaumaturge était de haute taille..., d’après l’œuvre de Daniil Harms (pièce ayant reçu l’Aide à la Création du Ministère de la Culture et de la Francophonie)

## Publications
L’évolution du théâtre russe des vingt-cinq dernières années et ses théoriciens.

## Prix et récompenses
- 1983 : Prix de l’Académie Pédagogique de Russie pour le spectacle Fifi Brin d’Acier, d'après Astrid Lindgrend
- 1984 : Prix de la Ville de Moscou du meilleur spectacle jeune public pour le spectacle  L’Île au trésor, d'après Robert-Louis Stevenson
- 1985 : Prix spécial de l'Institut Beckett (Pologne) pour le spectacle En attendant Godot, de Samuel Beckett
- 1986 : Prix de la ville de Koutaïssi et Prix du Ministère de la Culture de Géorgie pour le spectacle Haut de forme, de Eduardo de Filippo

## Adaptations
- Il Decameron, d’après Jean Boccace (pièce ayant reçu l’Aide à la Création du Ministère de la Culture et de la Francophonie)
- La Douce, d’après Fiodor Dostoïevski
- Les Carnets du sous-sol, d’après Fiodor Dostoïevski
- Le Rêve de l’oncle, d’après Fiodor Dostoïevski
- Crime et châtiment, d’après Fiodor Dostoïevski
- Le Procès, (spectacle ayant reçu l’Aide à la Production du Ministère de la Culture et de la Francophonie), d’après Franz Kafka
- Amerika, d’après Franz Kafka
- L’Invitation au supplice, d’après Vladimir Nabokov
- Cœur de chien, d’après  Mikhaïl Boulgakov
- Le Petit Prince, d'après Antoine de Saint-Exupéry
- La Dame de pique, d’après Alexandre Pouchkine[4]